# Rivière Poulin
Pour les articles homonymes, voir Poulin.
La rivière Poulin est un affluent de la rivière aux Sables, coulant sur la rive Nord-Ouest du fleuve Saint-Laurent, dans le territoire non organisé Mont-Valin, dans la municipalité régionale de comté (MRC) de Le Fjord-du-Saguenay, dans la région administrative de la Saguenay-Lac-Saint-Jean, dans la Province de Québec, au Canada.
Plusieurs routes forestières desservent la vallée de la rivière Poulin surtout pour les besoins de la foresterie et des activités récréotouristiques,,.
La foresterie constitue la principale activité économique du secteur ; les activités récréotouristique, en second.
La surface de la rivière Poulin habituellement gelée de la fin novembre au début avril, toutefois la circulation sécuritaire sur la glace se fait généralement de la mi-décembre à la fin mars.

## Géographie
Les principaux bassins versants voisins de la rivière Poulin sont :
- côté Nord : rivière aux Sables, rivière à Paul, réservoir Pipmuacan, rivière Betsiamites ;
- côté Est : lac Laflamme, rivière Tagi, rivière Jos-Ross ;
- côté Sud : Lac Poulin-De Courval, bras des Murailles, rivière Sainte-Marguerite, Lac des Six-Milles ;
- côté Ouest : rivière aux Sables, rivière Wapishish, rivière Shipshaw[2].

La rivière Poulin prend sa source à l’embouchure du lac Poulin-De Courval (longueur : 12,5 km ; altitude : 611 m), en zone forestière et entouré de montagnes. Cette source est située à :
- 57,7 km au Nord de la rivière Saguenay ;
- 4,4 km au Sud-Ouest de l’embouchure de la rivière Poulin ;
- 53,1 km au Sud de l’embouchure de la rivière aux Sables[2].

À partir de l’embouchure du lac Poulin-De Courval, le cours de la rivière Poulin descend sur 5,4 km vers le Nord-Ouest en recueillant la décharge (venant du Nord-Est) d’un ensemble de lacs.
L'embouchure de la rivière Poulin se déverse sur la rive Est rivière aux Sables dans le territoire non organisé de Mont-Valin. Cette confluence de la rivière Poulin située à :
- 54,5 km au Sud-Est de l’embouchure de la rivière aux Sables ;
- 40,3 km à l’Est du lac Onatchiway lequel est traversé par la rivière Shipshaw ;
- 70,5 km au Sud-Ouest de la centrale Bersimis-1 du Sud-Est du réservoir Pipmuacan ;
- 79,3 km au Sud-Ouest du centre du village de Labrieville ;
- 105,4 km au Sud-Ouest du centre-ville de Forestville ;
- 132,1 km au Sud-Ouest de l’embouchure de la rivière Betsiamites[2],[5].

## Toponymie
Le toponyme rivière Poulin a été officialisé le 1er septembre 1983 à la Banque des noms de lieux de la Commission de toponymie du Québec, soit à la création de cette commission.